# 广州华立学院
广州华立学院（英語：Guangzhou Huali College）创办于1999年，是位于中国广东省的一所全日制民办本科院校，前身为广东工业大学华立学院。学校现有两个校区，分别位于广州市增城区和江门市大广海湾经济区银湖湾。

## 历史
1999年，广东工业大学华立学院成立，属公有民办二级学院。
2004年，获批为独立学院，成为具有独立法人资格的普通高等学校。
2021年5月，经教育部批准，学校由独立学院转设为民办普通高等学校，与广东工业大学中止合作办学关系，并更名广州华立学院。

## 院系
截至2022年8月，该校共开设传媒与艺术设计学院、经贸与外语学院、会计学院、管理学院、城建学院、计算机与信息工程学院、教育学院等共12个二级学院及38个本科专业。

## 事件
2023年9月4日，有网友爆料，广州华立学院食堂内一档口因每份饭售价低于13元不涨价收到该食堂承包商的300元处罚，引发关注。